# 田辺音楽出版
株式会社田辺音楽出版（たなべ おんがくしゅっぱん）は、東京都渋谷区に所在する音楽著作権管理会社、芸能事務所。ケイダッシュ系列。

## 概要
1977年6月、田邊昭知（田辺昭知）が田辺エージェンシーの子会社として設立。グループ会社の音楽著作権などの管理を行う。
THE ALFEEなど多くのアーティストの楽曲版権などの管理をしている。
日本音楽出版社協会加盟社。
「ドラスティックとらばーゆオーディション」を主催し新人の発掘をしていた。MOMOSEなどを輩出。

## 所属タレント・アーティスト
- 浅野裕子
- 藤田恵美(業務提携)
- 小島慶子(業務提携)

## 過去に所属していたタレント・アーティスト
- 大村 のぞみ（Non）
- HOT LEGS
- 塩野健士
- キンモクセイ（2001年 - 2008年）
- 平松まゆき
- MisaChi（2005年 - 2008年）
- 平尾勇気（ - 2016年3月）
- 吉見一星（ - 2018年9月）
- 伊藤俊吾（ - 2020年3月）

## 過去の制作関与番組
チーフ プロデューサー 佐野裕一による企画協力作品が多数ある。
- ムッチャDOLL箱 乙女の祈り（2005年、よみうりテレビ・中京テレビ）
- ハッピーミックス（2008年、日本テレビ）構成協力
- 有吉AKB共和国（2010年、TBS）
- AKBと××!（2010年、読売テレビ）
- 桜からの手紙 〜AKB48 それぞれの卒業物語〜（2011年、日本テレビ）
- なるほど!ハイスクール（2011年、日本テレビ）
- なにわなでしこ（2011年、日本テレビ）
- SKE48のマジカル・ラジオ（2011年 - 2013年、日本テレビ）
- ミューズの鏡（2012年、日本テレビ）
- 私立バカレア高校（2012年、日本テレビ）製作ブレーン
- ガチガセ（2012年、日本テレビ）
- NMB48 げいにん!（2012年 - 2014年、日本テレビ）
- メグたんって魔法つかえるの?（2012年、日本テレビ）
- SKE48 ZERO POSITION 〜チームスパルタ!能力別アンダーバトル〜（2014年 - 放送中、TBSチャンネル1）
- HaKaTa百貨店（2012年、日本テレビ）
- So long !（2013年、日本テレビ）
- サタデーナイトチャイルドマシーン（2013年、日本テレビ）
- NOGIBINGO!（2013年 - 2018年 、日本テレビ）
- SKE48のエビフライデーナイト（2013年、日本テレビ）
- てんとうむChu!の世界をムチューにさせます宣言!（2014年、日本テレビ）
- SKE48 エビショー!（2014年、日本テレビ）
- SKE48 エビカルチョ!（2014年、日本テレビ）
- AKB48 旅少女（2015年、日本テレビ）
- AKB48の今夜はお泊まりッ（2015年、日本テレビ）
- KEYABINGO!（2016年 - 2018年、日本テレビ）
- STU48のセトビンゴ!（2018年、日本テレビ）
- HKTBINGO!（2018年、日本テレビ）
- SKEBINGO!（2019年、日本テレビ）
- HINABINGO!（2019年、日本テレビ）

## 関連会社
- 株式会社ブランニューミュージック
- 株式会社ケイダッシュ
- ケイダッシュステージ
- ケイパーク
- エスダッシュ
- アワーソングス
- アワーソングスクリエイティブ
- ピーチ
- パール
- パールダッシュ